# Linotype
Pour l’entreprise, voir Mergenthaler Linotype Company.

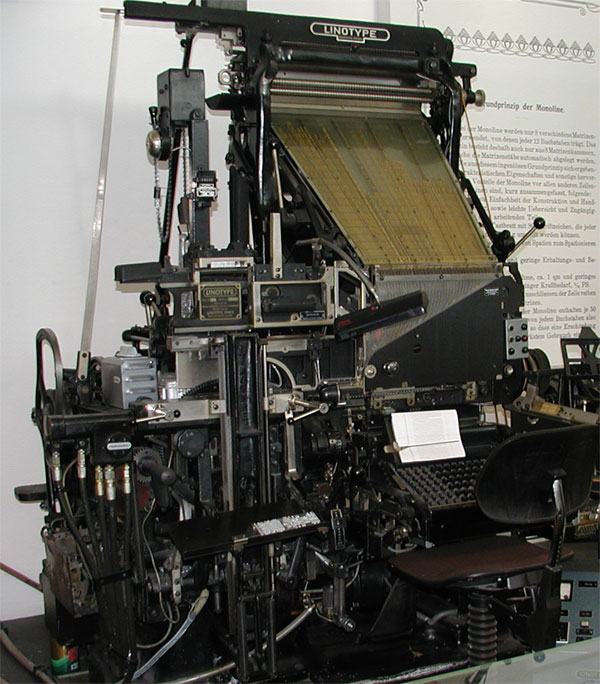
Une Linotype (Deutsches Museum).

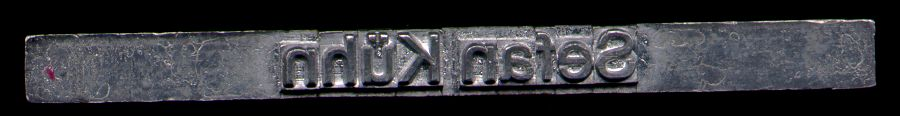
Une ligne-bloc, face d’encrage (avec un bourdon : « Sefan » au lieu de « Stefan »).

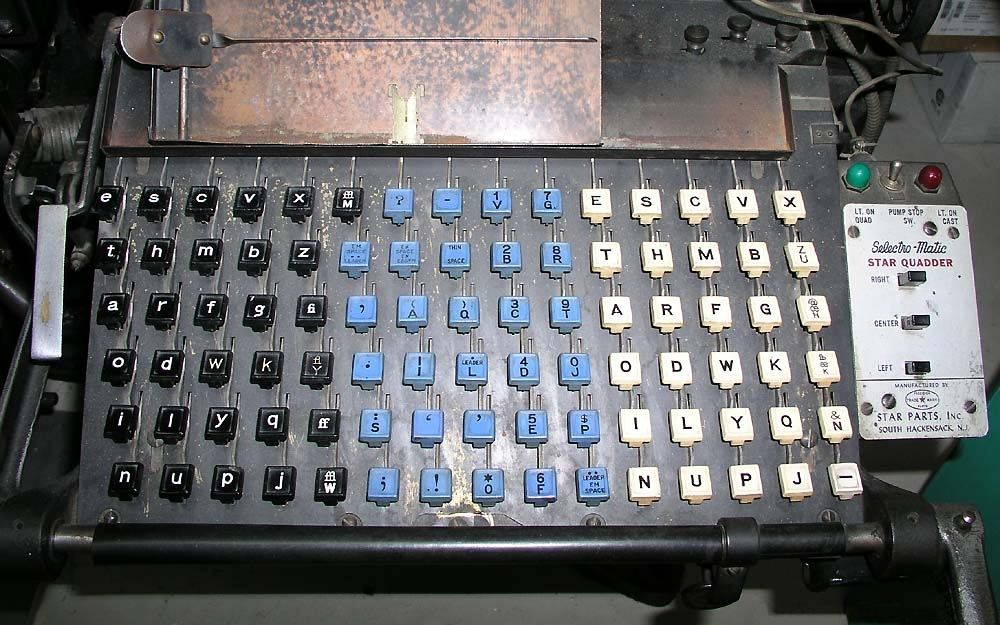
Clavier d’une Linotype agencée pour l’anglais.

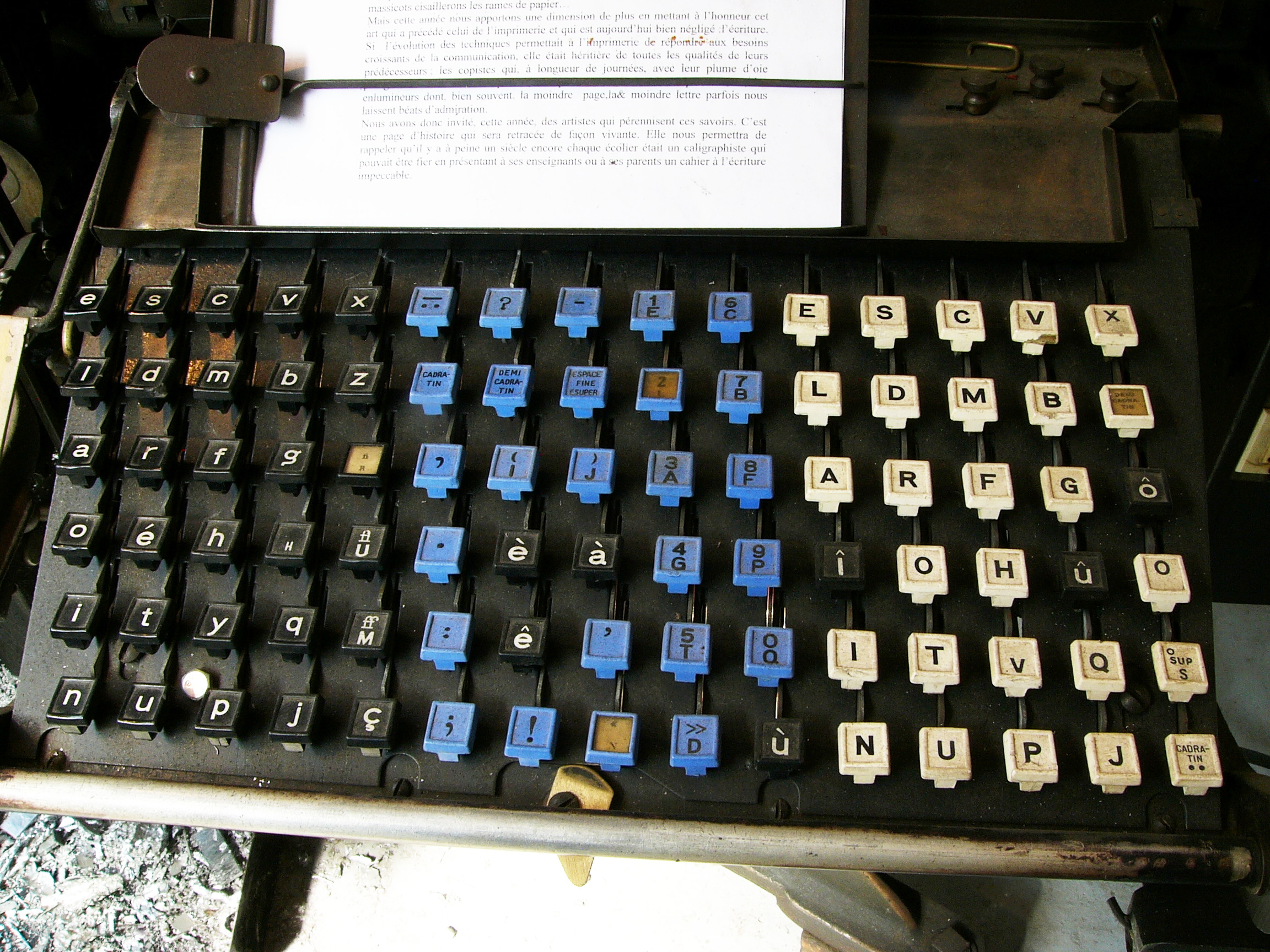
Clavier d’une Linotype agencée pour le français.

La Linotype est une machine de composition au plomb qui utilise un clavier alphanumérique à 90 caractères, permettant de produire la forme imprimante d’une ligne de texte d’un seul tenant, d’où l’étymologie, de l’anglo-américain « line o’ type ». Cette combinaison de machine à écrire et de micro-fonderie, imaginée aux États-Unis en 1885, permettait une composition accélérée et plus régulière des blocs d’imprimerie qu’avec la typographie traditionnelle, qui consistait à insérer un à un des caractères mobiles (lettres, signes de ponctuation ou espaces de calage) dans un composteur ; une fois la ligne pleine, on la déposait sur une galée. La Linotype révolutionna l’édition en permettant à de petits ateliers de saisir des textes importants dans des délais raccourcis, et rendit possible l’énorme développement, autour de 1900, de la presse quotidienne en lui offrant une réactivité impossible auparavant. La Linotype, commercialisée par la société créée à cet effet, la Mergenthaler Linotype Company, régna sans partage sur l’imprimerie jusque dans les années 1960, époque à laquelle elle fut remplacée par la photocomposition, tandis que le tirage offset supplantait l’impression typographique.

## Description
La Linotype, mise au point et brevetée par Ottmar Mergenthaler le 12 mai 1885, est une machine de 1 375 kg, haute de 2,10 m. Chaque frappe sur le clavier fait basculer une matrice en laiton depuis un magasin ; chacune de ces matrices correspond à un caractère (parfois à une ligature dans les versions françaises). Une fois qu'une ligne de matrices, dite « ligne-bloc », a été saisie, la machine coule du plomb typographique à bas point de fusion sur la ligne-bloc, qui sert de moule. La machine crée ainsi une ligne typographique d'un seul tenant. Les lignes-blocs sont ensuite assemblées en une forme correspondant aux dimensions de la page, qu'il n'y a plus qu'à insérer dans une presse à imprimer traditionnelle.
L'intérêt de la Linotype ne réside pas uniquement dans le fait de bien caler les matrices au gré de la saisie de l'opérateur (« compositeur »), mais aussi dans le fait de remettre les matrices après fonte de la ligne-bloc dans le bon magasin de casse en prévision de la saisie suivante. C'est là un avantage décisif, car le rangement des matrices dans les casses (opération appelée « distribution ») est l'étape la plus lente et celle qui occasionne le plus d'erreurs chez les typographes. Sur la Linotype, la reconnaissance automatique des matrices se fait grâce à un système de marquage par encoches à sept positions, réalisant un codage binaire : ces encoches codent la position des 90 magasins (ou celle des 34 magasins « auxiliaires »). Certains caractères rares (appelés matrices-pi ou simplement « sorts ») ne comportaient aucune encoche, de sorte qu'après utilisation, elles glissaient tout au long du distributeur sans jamais tomber dans un magasin, et étaient récupérées en bout de course dans un bac à la droite de l'opérateur, prêtes à être réinsérées manuellement au besoin.

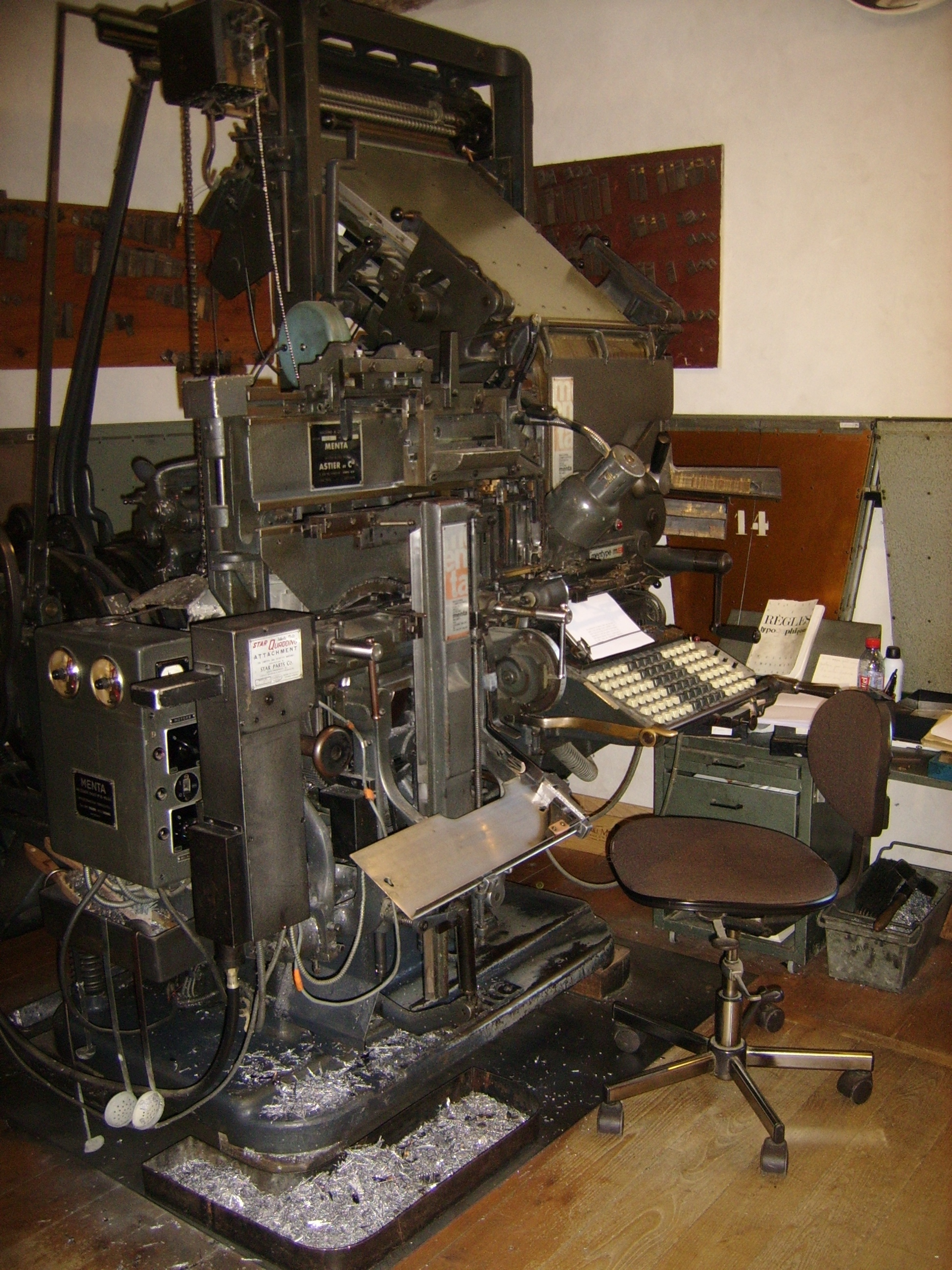
Linotype Menta présente au Moulin du Got à Saint-Léonard-de-Noblat (87).

En outre, la Linotype résout mécaniquement l'opération de justification des lignes-blocs. Elle insère pour cela des blancs ajustables plutôt que les fers typographiques traditionnels, de largeur fixe. L'opérateur réalise la justification en pressant sur la touche « espace » tout à la gauche du clavier. Les matrices d'espace sont des ressorts bilames en acier dont la largeur à la base s'accroît en poussant un écarteur en forme de coin à l'intérieur. Lorsque le typographe insère une espace, le bilame est mis en place avec une largeur minimale. Lorsque la ligne est composée, le typographe presse un levier à la droite du clavier qui transfère cette ligne dans la chambre de coulée. Puis le typographe lève le levier de justification, ce qui pousse simultanément les écarteurs des bilames d'espace d'une même hauteur ; l'écartement égal des bilames repousse les matrices jusqu'à occuper toute la largeur de la ligne. Dans cette position, l'ensemble est verrouillé puis la ligne bloc est coulée. Ce procédé est entièrement automatique, ne requérant l'intervention de l'opérateur que pour préciser si une ligne « ne doit pas » être justifiée, ou bien si elle doit être alignée à droite ou centrée. Une fois que la ligne-bloc est fondue, la machine recale le boîtier tout en en rangeant d'un coup les matrices utilisées dans leurs magasins respectifs.
La « composition chaude » a pratiquement disparu aujourd'hui. Elle a été remplacée par la photocomposition ; le texte est désormais saisi sur ordinateur, puis est « flashé » sur du papier photographique et appliqué, soit manuellement, soit par PAO, sur des plaques pour impression offset, après un montage sur film ou bromure.
La meilleure trouvaille dans l'invention de la Linotype est peut-être l'organisation du clavier, dont les lettres sont rangées selon la fréquence d'utilisation de l'anglais courant. Ainsi, les deux premières colonnes verticales étaient généralement ETAOIN SHRDLU, une ligne qu'on retrouvait souvent imprimée parce que les typographes qui s'étaient trompés complétaient la ligne en cours en faisant glisser leurs doigts jusqu'au bas du clavier pour terminer la ligne et recommencer la saisie : il était plus rapide d'annuler une ligne pour en recommencer la saisie que de reprendre à la main le caractère fautif en faisant opérer le mécanisme ; et parfois la ligne était coulée sans que la correction eût été saisie. Cette phrase, ETAOIN SHRDLU, possède même une entrée dans l’Oxford English Dictionary, et plusieurs écrivains l'ont utilisée comme pseudonyme.

## Actuellement

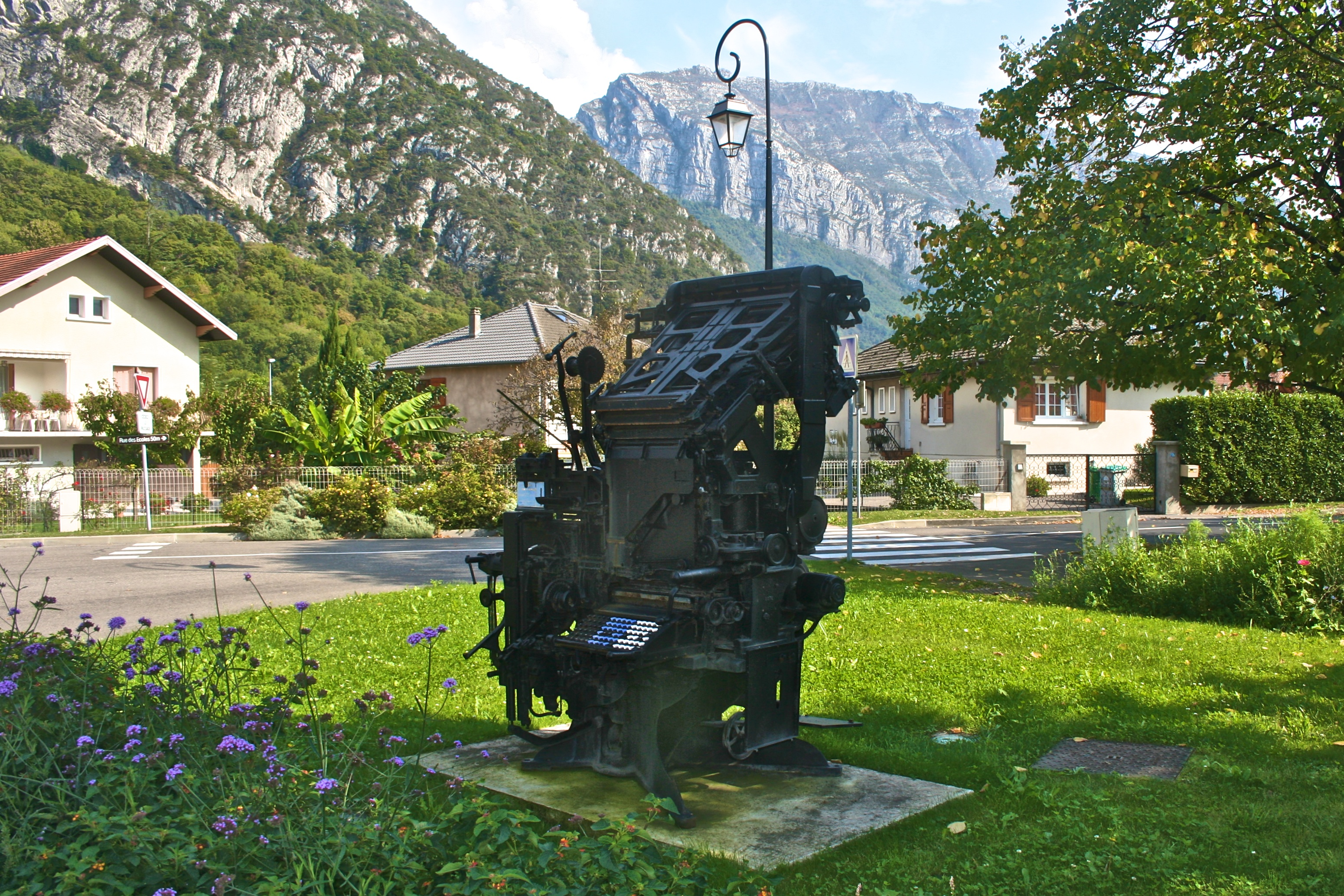
Ancienne Linotype utilisée en décor d’un rond-point au Fontanil-Cornillon (Isère).

Il existe à l’heure actuelle peu de machines Linotype en état de marche. Certaines ont été acquises par des collectionneurs privés ou des musées, où il est possible d'en voir en état de marche et d'assister à des démonstrations. Le journal associatif Le Démocrate de l'Aisne utilise encore en 2023 des Linotypes pour la composition de son hebdomadaire et ce depuis 1906.
En France, le musée de l'Imprimerie ancienne, au château de La Groulais à Blain, géré par l'association Amagraph, possède une Linotype BB-10 en parfait état de fonctionnement. En Haute-Vienne, à Saint-Léonard-de-Noblat, le Moulin du Got, musée consacré à la papeterie et à l'imprimerie, possède également une Linotype de marque Menta. Elle fonctionne toute l'année en démonstration mais également en production, fait rare aujourd'hui. Le musée de l’Imprimerie et de la Communication graphique de Lyon possède lui aussi une Linotype qui fonctionne encore, pour des démonstrations hebdomadaires. C'est aussi le cas du musée de l'Imprimerie de Nantes. Également à la Maison des Métiers du Livre (ou musée de l'Imprimerie), à Bordeaux, gérée par l'association Les Amis de l'histoire et des techniques de l'imprimerie (AMHITEIM), on trouve une Linotype en fonction pour des démonstrations lors de visites de groupes (scolaires et associations diverses). L’imprimerie SAIG, 37 rue Bronzac, à L'Haÿ-les-Roses (Val-de-Marne), en possède plusieurs en fonctionnement, de même que l'imprimerie La Lino, rue Defly, à Nice. Il est aussi possible d'en voir une à l'écomusée de Cuzals (Lot) mise en marche par un imprimeur et typographe.
En Belgique, la Maison de l'imprimerie à Thuin possède une Linotype qui fonctionne encore.
Le journal à parution hebdomadaire Le Démocrate de l'Aisne est encore le seul en Europe à être composé sur une Linotype. Les Amis de Gutenberg, imprimerie-Musée située 2 rue du Château à Charmont-sous-Barbuise (Aube), montrent une linotype donnée par José Moyard à l'atelier-musée, machine sur laquelle il avait travaillé pendant de nombreuses années.

### Filmographie
- (en) Composition à la Linotype (1960) : 1re partie et 2e partie.
- (en) Linotype: The Film (2012).